# Jason Hampton
Pour les articles homonymes, voir Hampton.
Jason Hampton est un guitariste de rock hardcore né en 1974 venant de Costa Mesa Californie. Il est le cofondateur avec Mike Vallely du groupe Revolution Mother ainsi que guitariste et chanteur du groupe (maintenant dissous) The Third Degree. On le surnom aussi Hillbilly Hampton ou tout simplement Hampton. Jason est marié et a deux enfants.

## Carrière
Hampton débuta avec son groupe The Third Degree, il été le principal compositeur et chanteur / guitariste du groupe. À la suite de sa rencontre avec le skateur professionnel Mike Vallely, ils décidèrent de créer ensemble le groupe Mike V and The Rats, après deux EP sortit en 2002, Hampton et Valley décidèrent de changer le nom et de passer aux choses sérieuses, ils créèrent le groupe Revolution Mother dont Vallely et Hampton sont les principaux compositeurs et auteurs des chansons.
Hampton est reconnaissable par sa barbe drue à la façon des ZZ Top, durant les concerts il a l'habitude de venir dans la foule et de jouer ses solos armé d'un casque de l'armée ou encore il monte tout en haut de son ampli.
Ces influences vont de AC/DC, Black Sabbath, Motörhead, à Lynyrd Skynyrd, Bob Seger, David Allan Coe ou encore Black Flag.
Il joue sur une Dean Flying V grise, ainsi qu'une Gibson Firebird V et une Fender Stratocaster American Deluxe, ses amplis sont des Orange Amplifiers.
Grand fan de moto et de voiture il dispose notamment d'un chopper type panhead et une cadillac rouge.

## Discographie
| Année | Artiste/Groupe      | Album                  | Contribution |
| ----- | ------------------- | ---------------------- | ------------ |
| 2002  | Mike V and The Rats | First 3 songs          | chant        |
| 2002  | Mike V and The Rats | The Days EP            | chant        |
| 2006  | Revolution Mother   | Enjoy the Ride EP      | chant        |
| 2007  | Revolution Mother   | Glory Bound            | chant        |
| 2009  | Revolution Mother   | Rollin' with tha Mutha | chant        |